# Elektrownia Athlone
Elektrownia Athlone – elektrownia węglowa znajdująca się w Kapsztadzie w Afryce Południowej.

## Historia
Elektrownia węglowa  została otwarta w 1962 roku i działała do 1985 roku. Produkowała 180 MW. Była utrzymywana w stanie gotowości w latach 1986-1994, a następnie przywrócona do pracy i działała do 2003 roku, gdy ją zamknięto. Elektrownia Athlone zasilała głównie miasto Kapsztad.

## Likwidacja
W 2010 roku zostały wyburzone dwie wieże chłodnicze. Budynek elektrowni wraz z dwoma kominami pozostawiono.
Miasto w 2016 roku ogłosiło przetarg przebudowy elektrowni Athlone na wielofunkcyjne centrum mieszkaniowe ze sklepami i obiektami użyteczności publicznej.